# 丘雷姆 (新西伯利亞州)
55°06′N 80°58′E / 55.100°N 80.967°E
丘雷姆（俄语：Чулы́м）是俄羅斯新西伯利亞州中部的一個城市，位於州府新西伯利亞以西131公里丘雷姆河畔。2002年人口12,275人。
1672年建立。1947年設市。西伯利亞鐵路經過。